# Carl Møller (författare)

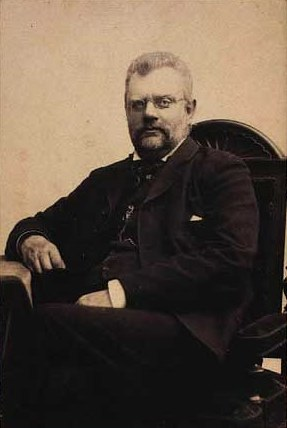
Carl Møller 1895.

Carl Emanuel Møller, född den 3 april 1844 i Köpenhamn, död där den 3 maj 1898, var en dansk författare.
Møller blev 1863 student och tog flera år verksam del i Studenterforeningens samkväm, i synnerhet som författare av muntra visor och uppsluppna farser; en av de senare, De forlovede (1883; 2:a upplagan 1896), spelades sedermera med stort bifall på Folketheatret. Han bearbetade därjämte en mängd lustspel och operetter för sekundteatrarna. 1884 utgav han sin första större berättelse, Paa farten (7:e upplagan 1911), och 1885–1894 de tre berättelsesamlingarna Mörupperne. Scener og personer fra det kjöbenhavnske selskabsliv, kvicka skildringar av medelklassens levnadssätt och svagheter. Härtill kom senare två tilläggsband Nord-Europa. Familien Mörups sælsomme hændelser paa deres udenlandsrejse (1891) samt Paris og Rhinturen (1892) och häremot svarande skildringar ur landsortslivet: Ny paa egnen (1887; 3:e upplagan 1911) och Breinholm badehotel (1888; svensk översättning 1890) med fler. Fra studenterdagerne (1895) lämnar intima bidrag till hans egen biografi. I sitt testamente stiftade han ett legat på 25 000 kr., avsett till resor för yngre, särskilt humoristiska, författare.